# 아틀란티스

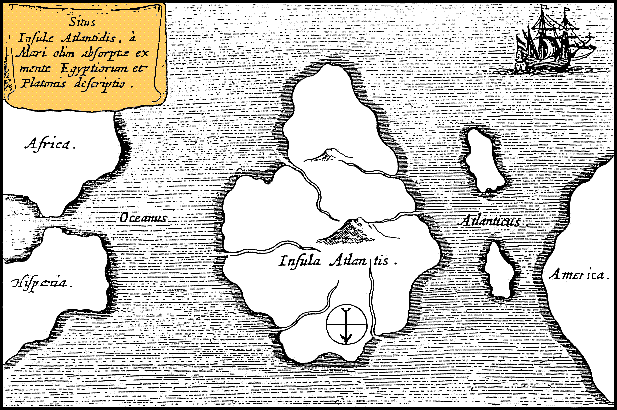
아타나시우스 키르허의 아틀란티스 지도. 대서양 한가운데 자리잡고 있다. 1669년 암스테르담에서 출판된 Mundus Subterraneus 출처. 이 지도는 남쪽이 위쪽으로 되어 있다.

아틀란티스(고대 그리스어: Ἀτλαντίς, 영어: Atlantis, "아틀라스의 섬")는 플라톤의 저작 《티마이오스》와 《크리티아스》에 언급된 전설상의 섬이자 그 섬에 있던 국가이다. 강대한 해군력을 바탕으로 아테네를 제외한 대부분의 세계를 정복했다고 묘사되었다. 플라톤은 아틀란티스가 자신의 힘을 과신하다가 결국 신의 분노를 사 대서양 속으로 가라앉아 버렸다고 이야기의 끝을 맺었다.
사실 아틀란티스는 플라톤의 저작에서 중요하게 언급된 내용은 아니었으나, 신의 분노를 사 바다 속으로 사라져버린 풍요로운 땅이라는 개념은 후대에도 수많은 작가들에게 영감을 주었다. 프란시스 베이컨의 새로운 아틀란티스, 그리고 토마스 모어의 유토피아도 아틀란티스에서 가장 기본적인 개념을 따왔으며, 19세기 들어서는 전설 속의 아틀란티스를 실제로 찾아나서려는 시도가 강해짐에 따라서 이그나티우스 도넬리가 쓴 '아틀란티스 - 대홍수 이전의 세계'와 같은 책들이 대거 인기를 끌기도 하였다. 플라톤은 아틀란티스가 '헤라클레스의 기둥' 바깥에 있다고 막연하게 묘사해놓았는데, 기술이 발전하며 해저 지형 등을 과학적으로 분석한 결과 아틀란티스의 실존 가능성이 점차 낮아짐에 따라 아틀란티스는 말그대로  '전설의 대륙' 정도로 굳어지게 되었다. 그럼에도 불구하고 아틀란티스의 개념은 지금까지도 수많은 사람들에게 영향을 미치고 있으며, 영화, 책, 소설, 드라마 등에서도 아틀란티스를 다루는 것 들이 많아지면서 여전히 높은 인지도를 자랑하고 있다.
현대의 고고학자들과 지질학자들은 아틀란티스 자체는 사실이 아니나, 플라톤이 그와 비슷한 사례에서 영감을 받아 아틀란티스의 전설을 창작했을 것이라고 보고 여러 가설들을 주장하고 있다. 가장 대표적으로는 산토리니섬의 화산 대폭발, 트로이 전쟁, 해상민족들의 이집트 침략 등에서 복합적으로 요소들을 따와서 아틀란티스 전설을 만들었다거나, 아니면 당대 아테네의 정치 현실을 비판하기 위하여 일부러 순전한 허구물인 아틀란티스를 만들어 저작 속에 집어넣었다고 보는 견해도 있다.

## 플라톤

### 티마이오스
아틀란티스가 공식적으로 언급된 유일한 자료들은 플라톤이 집필한 티마이오스와 크리티아스로, 후대의 모든 아틀란티스 관련 전설들과 이야기들은 이 2개의 책을 기반으로 해서 만들어졌다. 플라톤은 이 아틀란티스 관련 이야기를 기원전 590년과 580년 사이에 이집트를 방문했던 솔론의 저술을 바탕으로 적은 것으로 밝히고 있다. 솔론이 이집트의 왕궁 서고에서 이집트어로 쓰인 아틀란티스 관련 기록을 그리스어로 번역하여 남겼으며, 약 150여 년쯤 후에 태어난 플라톤이 솔론의 기록을 보고 자신의 책에 옮겨 적었다는 것이다.
우리에게는 당신들에 대한 기록이 있습니다. 당신들의 국가가 대서양의 먼 곳에서 일어나 유럽 전역과 아시아로 무자비하게 진군했던 강력한 침략자에게 맞섰던 시대의 기록이 말입니다. 한때 저 바다 바깥에는 배로 항해하여 닿을 수 있는 곳이 있었습니다. 당신 그리스인들이 '헤라클레스의 기둥'이라고 부르는 곳 바깥에는 리비아와 아시아를 합친 것보다 더 거대한 섬이 있었습니다. 그 당시의 여행자들은 그 섬으로부터 그 밖에 있는 섬들로 건너갈 수 있었고, 또 그 섬들로부터 거대한 바다 전체를 둘러싸고 있는 거대한 대륙으로 건너갈 수 있었습니다. 그 섬은 들어가기는 어려운 낙원으로의 입구와도 같은 곳이었으니, 그 너머에 있는 바다야말로 진실로 '대양'이라고 불릴 만한 바다였으며 그 바다를 에워싸고 있는 대륙이야말로 진정한 의미의 대륙이라 할 수 있는 땅이었습니다. 이 섬, 아틀란티스 섬에서는 크고 놀라운 권세를 가진 왕들의 연맹체가 존재했으며, 이 왕들은 아틀란티스 섬 뿐만 아니라 그 주위의 크고 작은 섬들을 지배하였습니다. — 티마이오스 속 이집트 신관의 기록

플라톤의 책에 등장하는 4명의 인물은 정치가인 크리티아스와 헤르모크라테스, 그리고 철학자인 소크라테스와 티마이오스가 있다. 다만 이들 중 오직 크리티아스만이 아틀란티스와 관련된 내용을 언급한다. 이 책에서는 플라톤이 상상한 이상적인 세계관과 그에 합치하는 사고방식에 관하여 설명해놓고 있는데, 책의 서문에서 소크라테스는 이상적인 세계에 대하여 논한 다음 나머지 3명의 인물들에게 이 것이 가장 잘 구현된 사회에 대한 이야기가 있는지에 대하여 물음을 제시한다. 이때 크리티아스가 등장하여 자신이 알고 있는 '아틀란티스의 전설'이라는 이야기를 제시하고, 고대 아테네를 완벽한 이상적인 사회로, 아틀란티스를 그와 대척점에 서있는 세속적이고 타락한 사회로 묘사한다. 이후 후속작인 2부 '크리티아스'에서 아틀란티스에 관한 더 자세한 이야기를 담고 있다.

### 크리티아스
1편 '티마이오스'의 후속작 격인 2편 '크리티아스'에는 아틀란티스에 관한 더 자세한 이야기가 담겨 있다. 크리티아스에 의하면 그리스 신화의 신들은 각자 자신들의 영토를 나누어 가졌는데, 이때 바다의 신인 포세이돈이 아틀란티스를 자신의 땅으로 받았다고 한다. 아틀란티스 섬은 리비아와 소아시아를 합친 것보다도 더 거대한 크기였으며 매우 번성하였으나, 지진으로 인하여 가라앉았고 그 잔해는 진흙 사주가 되어버려 그 밖의 바다로 향하는 통로를 막아버렸다고 한다. 이집트인들은 아틀란티스의 북쪽에는 높다란 산맥들이 서있었으며, 남쪽에는 평탄한 해안과 거대한 대평원이 있었다고 묘사하였다고 한다. 이 섬은 직경이 약 3,000 스타디아, 즉 555km 정도 되었다고 하며, 그 가운데에는 지름 370km 정도의 정방형의 대평원이 있었다고 전해진다. 해안에서 약 9km 정도 떨어진 곳에는 사면이 완만한 산 1개가 있었고, 중앙 섬은 직경이 약 0.92km 정도가 되었다.
플라톤에 따르면 포세이돈은 에베노르의 딸인 클레이토와 사랑과 빠졌는데, 이 둘 사이에서 남자 쌍둥이 5쌍이 나왔다고 한다. 이들 중 가장 나이가 많았던 아틀라스가 모든 섬과 대양의 지배권을 차지하였으며, 포세이돈에 의하여 정당한 왕으로 인정받았다. 아틀라스는 자신이 태어난 곳과 그 주변 지역을 봉토로 하사받았으며, 그의 쌍둥이 형제였던 유멜루스가 헤라클레스의 기둥과 가까운 쪽, 즉 현재의 유럽 대륙과 가까운 쪽을 하사받았다고 한다. 나머지 4쌍의 쌍둥이 형제들, 엠페레스와 에바에몬, 네세우스와 아우토크톤, 엘라시푸스와 메스토, 아자에우스와 디아프레페스도 각각 거대한 영지와 사람들을 물려받았다.
포세이돈은 자손들을 위하여 섬 중앙의 산을 깎아 거대한 궁전을 만들었고, 너비가 1에서 3 스타디아 정도 되는 3개의 환상 운하를 파 그 궁전을 둘러싸게 하고 그 운하 사이에 사람들이 모여 살게 하였다. 아틀란티스인들은 북쪽으로 석조 다리를 만들어 운하와 섬을 연결했고, 바다로 향하는 대운하를 건설하여 바다에서 곧바로 배가 들어와 도시까지 이를 수 있도록 만들었다. 그들은 바위를 깎아 항구와 해자를 아름답게 장식하였으며, 모든 운하들에 입구를 만들고 감시탑을 세웠으며 운하마다 높다란 성벽을 세워 도시를 방비했다. 성벽들은 붉은색, 흰색, 검은색 돌들로 지어졌고, 각각 성벽마다 구리, 주석, 그리고 귀중한 금속인 오리칼쿰으로 장식되어 있었다고 한다.
크리티아스의 말에 따르면, 그가 태어나기 약 9,000여 년 전에 지브롤터 해협에서 아틀란티스인들과 그 대적들이 전쟁을 벌였다고 한다. 아틀란티스인들은 막강한 군사력을 바탕으로 리비아와 이집트, 그리고 유럽 대륙의 티레니아 해까지 진출하였으며 이 곳에 살고 있던 사람들을 모두 노예로 삼아 부렸다고 한다. 이때 아테네인들만이 남아 아틀란티스와 맞서 싸웠다고 하고, 이들이 아틀란티스 제국에게 승리함에 따라 결국 나머지 모든 세계들까지도 해방시켰다는 것이다.
그러나 이후 아틀란티스에는 격렬한 지진과 홍수가 일어났고, 하루 밤낮 만에 용맹한 전사들이 땅 속에 묻혔으며 섬 전체가 심해 속으로 가라앉았다. 섬이 가라앉은 곳에는 거대한 진흙탕이 생겨났고, 이 진흙탕으로 인하여 모든 배들이 이 바다를 자유로히 항해하지 못하고 있다.— 플라톤

## 연구
현대에 아틀란티스 대륙의 존재는 지질학적 근거에 의해 과학적으로 부정되나, 해당 문명에 관한 플라톤의 이야기가 어느 정도 옛 전승을 반영하였다는 주장이 있다. 어떤 학자들은 플라톤이 트로이아 전쟁이나 테라 화산 분출(산토리니섬)과 같은 과거 사건의 기록에서 끌어온 것이라고 주장하나, 비슷한 시대의 사건인 기원전 373년 헬리케의 파괴 나 기원전 415~413년의 아테네의 시칠리아 침공 실패와 같은 사건에서 영감을 얻은 창작이라 주장하는 사람도 있다.
여러 가설은 지중해에 존재하던 그리스계 문명에 관한 이야기가 다소 와전된 것으로 비정하는 한편 상당수는 주류 학계에서 유사과학으로 비판받기도 한다. 실제 아틀란티스의 예상 범위에 대해서는 고대 시대에도 논의가 있었으나, 중세에도 학자들은 이를 거부하거나 허구라는 것을 당연시하기도 했다. 역사학자 앨런 캐머런은 "사람들이 아틀란티스 이야기를 진지하게 생각한 것은 오늘날이 처음이었으며, 고대에는 아무도 그러지 않았다"고 지적했다.
2011년 미국의 리처즈 프로인드 박사가 주도하는 연구팀이 스페인의 도시 카디스의 북부 해안에 아틀란티스로 추정되는 도시유적을 발견하였다고 주장하였으나 주류 학계에서는 그가 타르테소스 문명을 탐구하면서 공상적인 이야기를 만들어 내었다고 비판했다.

## 창작물
중세 시대에 아틀란티스 전설은 거의 관심을 받지 못했으나 근대 초 인문주의자들이 다시 발견했다. 플라톤의 묘사와 이야기는 프랜시스 베이컨의 "새 아틀란티스" 같은 몇몇 르네상스 저자들의 유토피아 작품에 영감을 불어넣었다. 아틀란티스는 공상과학 소설, 만화책, 영화 등 오늘날 문학에도 영향을 주었는데, 이 이름은 역사 시대 이전의 잃어버린 선진 문명을 이르는 표현이 되었다. 단어 80퍼센트.

## 아틀란티스를 소재로 한 작품

### 영화
- 잃어버린 세계를 찾아서2(신비의 섬)

### 만화 영화
- 신비한 바다의 나디아

### 극장용 만화 영화
- 아틀란티스: 잃어버린 제국

## 같이 보기
- 무 대륙
- 아틀라스
- 레무리아
- 아르고랜드(en:Argoland) - 호주 대륙에서 약 1억 5500만년전에 분리된뒤 사라진 것으로 알려진 전설의 대륙
  - 새머리판
  - 월리스선
- 지구 미스터리(en:Earth mysteries)
- 풍수
- 용맥(龍脈, en:Dragon vein, dragon's line/track, 명당선/明堂線) & 용혈(龍穴, dragon's hole/cave)
- 레이 라인(en:Ley line)